# Mannschaftsaufstellungen der Schacholympiade der Frauen 1996
Die Tabellen nennen die Aufstellung der Mannschaften bei der Schacholympiade der Frauen 1996 in Jerewan. Es beteiligten sich 74 Mannschaften, darunter zusätzlich eine B-Mannschaft des Gastgeberlandes. Sie absolvierten ein Turnier über 14 Runden im Schweizer System. Zu jedem Team gehörten drei Spielerinnen und maximal eine Ersatzspielerin. Für die Platzierung der Mannschaften waren die Brettpunkte vor der Buchholz-Wertung und den Mannschaftspunkten maßgeblich.

## Mannschaften

### 1. Georgien
| Platz | Land                    | G  | R | V | Brettp. | Mannschaftsp. |
| ----- | ----------------------- | -- | - | - | ------- | ------------- |
| 1     | Georgien                | 10 | 4 | 0 | 30      | 24            |
| Brett | Spielerin               | G  | R | V | Punkte  | Partien       |
| 1     | Maia Tschiburdanidse    | 05 | 7 | 0 | 8,5     | 12            |
| 2     | Nana Iosseliani         | 07 | 6 | 0 | 10      | 13            |
| 3     | Ketewan Arachamia-Grant | 06 | 4 | 0 | 8       | 10            |
| R     | Nino Gurieli            | 02 | 3 | 2 | 3,5     | 7             |

### 2. China
| Platz | Land                | G  | R | V | Brettp. | Mannschaftsp. |
| ----- | ------------------- | -- | - | - | ------- | ------------- |
| 2     | Volksrepublik China | 10 | 1 | 3 | 28,5    | 21            |
| Brett | Spielerin           | G  | R | V | Punkte  | Partien       |
| 1     | Xie Jun             | 03 | 5 | 2 | 5,5     | 10            |
| 2     | Zhu Chen            | 09 | 2 | 2 | 10      | 13            |
| 3     | Wang Lei            | 05 | 3 | 1 | 6,5     | 9             |
| R     | Wang Pin            | 05 | 3 | 2 | 6,5     | 10            |

### 3. Russland
| Platz | Land                | G | R | V | Brettp. | Mannschaftsp. |
| ----- | ------------------- | - | - | - | ------- | ------------- |
| 3     | Russland            | 8 | 3 | 8 | 28,5    | 19            |
| Brett | Spielerin           | G | R | V | Punkte  | Partien       |
| 1     | Alissa Galljamowa   | 7 | 2 | 4 | 8       | 13            |
| 2     | Swetlana Matwejewa  | 7 | 3 | 2 | 8,5     | 12            |
| 3     | Swetlana Prudnikowa | 6 | 4 | 1 | 8       | 11            |
| R     | Ljudmila Saizewa    | 3 | 2 | 1 | 4       | 6             |

### 4. Ukraine
| Platz | Land             | G | R | V | Brettp. | Mannschaftsp. |
| ----- | ---------------- | - | - | - | ------- | ------------- |
| 4     | Ukraine          | 6 | 6 | 2 | 26,5    | 18            |
| Brett | Spielerin        | G | R | V | Punkte  | Partien       |
| 1     | Inna Gaponenko   | 4 | 7 | 2 | 7,5     | 13            |
| 2     | Marta Litinskaja | 2 | 1 | 2 | 2,5     | 5             |
| 3     | Elena Sedina     | 7 | 5 | 1 | 9,5     | 13            |
| R     | Natalja Schukowa | 5 | 4 | 2 | 7       | 11            |

### 5. Ungarn
| Platz | Land            | G | R | V | Brettp. | Mannschaftsp. |
| ----- | --------------- | - | - | - | ------- | ------------- |
| 5     | Ungarn          | 8 | 3 | 8 | 26      | 19            |
| Brett | Spielerin       | G | R | V | Punkte  | Partien       |
| 1     | Zsófia Polgár   | 7 | 6 | 1 | 10      | 14            |
| 2     | Ildikó Mádl     | 4 | 6 | 2 | 7       | 12            |
| 3     | Nóra Medvegy    | 1 | 2 | 2 | 2       | 5             |
| R     | Nikoletta Lakos | 6 | 2 | 3 | 7       | 11            |

### 6. Rumänien
| Platz | Land                  | G | R | V | Brettp. | Mannschaftsp. |
| ----- | --------------------- | - | - | - | ------- | ------------- |
| 6     | Rumänien              | 8 | 3 | 3 | 25,5    | 19            |
| Brett | Spielerin             | G | R | V | Punkte  | Partien       |
| 1     | Cristina-Adela Foișor | 3 | 6 | 3 | 6       | 12            |
| 2     | Corina-Isabela Peptan | 6 | 4 | 2 | 8       | 12            |
| 3     | Elena-Luminița Cosma  | 6 | 4 | 1 | 8       | 11            |
| R     | Gabriela Olărașu      | 2 | 3 | 2 | 3,5     | 7             |

### 7. Israel
| Platz | Land                | G | R | V | Brettp. | Mannschaftsp. |
| ----- | ------------------- | - | - | - | ------- | ------------- |
| 7     | Israel              | 7 | 3 | 4 | 25      | 17            |
| Brett | Spielerin           | G | R | V | Punkte  | Partien       |
| 1     | Masha Klinova       | 2 | 7 | 2 | 5,5     | 11            |
| 2     | Anna Segal          | 2 | 1 | 4 | 2,5     | 7             |
| 3     | Ludmila Tsifanskaya | 5 | 5 | 2 | 7,5     | 12            |
| R     | Ella Pitam          | 8 | 3 | 1 | 9,5     | 12            |

### 8. Kasachstan
| Platz | Land                  | G | R | V | Brettp. | Mannschaftsp. |
| ----- | --------------------- | - | - | - | ------- | ------------- |
| 8     | Kasachstan            | 9 | 1 | 4 | 24,5    | 19            |
| Brett | Spielerin             | G | R | V | Punkte  | Partien       |
| 1     | Elvira Sakhatova      | 5 | 5 | 2 | 7,5     | 12            |
| 2     | Fljura Uskowa         | 6 | 4 | 4 | 8       | 14            |
| 3     | Tamara Girkiyan-Klink | 4 | 4 | 3 | 6       | 11            |
| R     | Tatjana Sergejewa     | 3 | 0 | 2 | 3       | 5             |

### 9. Polen
| Platz | Land               | G | R | V | Brettp. | Mannschaftsp. |
| ----- | ------------------ | - | - | - | ------- | ------------- |
| 9     | Polen              | 8 | 2 | 4 | 24,5    | 18            |
| Brett | Spielerin          | G | R | V | Punkte  | Partien       |
| 1     | Agnieszka Brustman | 3 | 3 | 2 | 4,5     | 8             |
| 2     | Monika Bobrowska   | 6 | 4 | 4 | 8       | 14            |
| 3     | Joanna Dworakowska | 3 | 6 | 4 | 6       | 13            |
| R     | Marta Zielińska    | 6 | 0 | 1 | 6       | 7             |

### 10. England
| Platz | Land         | G | R | V | Brettp. | Mannschaftsp. |
| ----- | ------------ | - | - | - | ------- | ------------- |
| 10    | England      | 7 | 3 | 4 | 24      | 17            |
| Brett | Spielerin    | G | R | V | Punkte  | Partien       |
| 1     | Susan Lalic  | 8 | 4 | 2 | 10      | 14            |
| 2     | Harriet Hunt | 6 | 3 | 4 | 7,5     | 13            |
| 3     | Ruth Sheldon | 4 | 4 | 4 | 6       | 12            |
| R     | Jana Bellin  | 0 | 1 | 2 | 0,5     | 3             |

### 11. Indonesien
| Platz | Land                       | G | R | V | Brettp. | Mannschaftsp. |
| ----- | -------------------------- | - | - | - | ------- | ------------- |
| 11    | Indonesien                 | 7 | 0 | 7 | 24      | 14            |
| Brett | Spielerin                  | G | R | V | Punkte  | Partien       |
| 1     | Maria Lucia Ratna Sulistya | 5 | 6 | 2 | 8       | 13            |
| 2     | Upi Darmayana Tamin        | 7 | 2 | 4 | 8       | 13            |
| 3     | Lisa Karlina Lumongdong    | 5 | 4 | 3 | 7       | 12            |
| R     | Lindri Juni Wijayanti      | 1 | 0 | 3 | 1       | 4             |

### 12. Tschechien
| Platz | Land               | G | R | V | Brettp. | Mannschaftsp. |
| ----- | ------------------ | - | - | - | ------- | ------------- |
| 12    | Tschechien         | 8 | 2 | 4 | 24      | 18            |
| Brett | Spielerin          | G | R | V | Punkte  | Partien       |
| 1     | Petra Krupková     | 2 | 6 | 3 | 5       | 11            |
| 2     | Lenka Ptáčníková   | 4 | 5 | 2 | 6,5     | 11            |
| 3     | Silvie Šaljová     | 4 | 4 | 2 | 6       | 10            |
| R     | Michaela Svobodová | 4 | 5 | 1 | 6,5     | 10            |

### 13. Jugoslawien
| Platz | Land             | G | R | V | Brettp. | Mannschaftsp. |
| ----- | ---------------- | - | - | - | ------- | ------------- |
| 13    | BR Jugoslawien   | 7 | 2 | 5 | 23,5    | 16            |
| Brett | Spielerin        | G | R | V | Punkte  | Partien       |
| 1     | Alisa Marić      | 6 | 3 | 4 | 7,5     | 13            |
| 2     | Nataša Bojković  | 5 | 7 | 2 | 8,5     | 14            |
| 3     | Mirjana Marić    | 2 | 3 | 2 | 3,5     | 7             |
| R     | Sanja Vuksanović | 4 | 0 | 4 | 4       | 8             |

### 14. Moldawien
| Platz | Land                | G | R | V | Brettp. | Mannschaftsp. |
| ----- | ------------------- | - | - | - | ------- | ------------- |
| 14    | Moldawien           | 7 | 1 | 6 | 23,5    | 15            |
| Brett | Spielerin           | G | R | V | Punkte  | Partien       |
| 1     | Almira Scripcenco   | 6 | 2 | 4 | 7       | 12            |
| 2     | Anja Susterman      | 5 | 1 | 4 | 5,5     | 10            |
| 3     | Marina Sheremetieva | 3 | 4 | 3 | 5       | 10            |
| R     | Naira Agababean     | 5 | 2 | 3 | 6       | 10            |

### 15. Deutschland
| Platz | Land                      | G | R | V | Brettp. | Mannschaftsp. |
| ----- | ------------------------- | - | - | - | ------- | ------------- |
| 15    | Deutschland               | 6 | 3 | 5 | 23,5    | 15            |
| Brett | Spielerin                 | G | R | V | Punkte  | Partien       |
| 1     | Ketino Kachiani-Gersinska | 4 | 5 | 4 | 6,5     | 13            |
| 2     | Jordanka Micic            | 3 | 1 | 3 | 3,5     | 7             |
| 3     | Marina Olbrich            | 5 | 4 | 3 | 7       | 12            |
| R     | Bettina Trabert           | 4 | 5 | 1 | 6,5     | 10            |

### 16. Bulgarien
| Platz | Land                | G | R | V | Brettp. | Mannschaftsp. |
| ----- | ------------------- | - | - | - | ------- | ------------- |
| 16    | Bulgarien           | 6 | 4 | 4 | 23,5    | 16            |
| Brett | Spielerin           | G | R | V | Punkte  | Partien       |
| 1     | Antoaneta Stefanowa | 6 | 5 | 2 | 8,5     | 13            |
| 2     | Margarita Wojska    | 3 | 4 | 4 | 5       | 11            |
| 3     | Silvia Aleksieva    | 4 | 4 | 3 | 6       | 11            |
| R     | Marija Weltschewa   | 3 | 2 | 2 | 4       | 7             |

### 17. Litauen
| Platz | Land                | G | R | V | Brettp. | Mannschaftsp. |
| ----- | ------------------- | - | - | - | ------- | ------------- |
| 17    | Litauen             | 6 | 4 | 4 | 23,5    | 16            |
| Brett | Spielerin           | G | R | V | Punkte  | Partien       |
| 1     | Camilla Baginskaite | 4 | 4 | 4 | 6       | 12            |
| 2     | Dagnė Čiukšytė      | 8 | 1 | 3 | 8,5     | 12            |
| 3     | Rasa Bandzienė      | 3 | 1 | 4 | 3,5     | 8             |
| R     | Viktorija Čmilytė   | 3 | 5 | 2 | 5,5     | 10            |

### 18. Griechenland
| Platz | Land                 | G | R | V | Brettp. | Mannschaftsp. |
| ----- | -------------------- | - | - | - | ------- | ------------- |
| 18    | Griechenland         | 6 | 3 | 5 | 23,5    | 15            |
| Brett | Spielerin            | G | R | V | Punkte  | Partien       |
| 1     | Anna-Maria Botsari   | 5 | 6 | 2 | 8       | 13            |
| 2     | Marina Makropoulou   | 5 | 5 | 3 | 7,5     | 13            |
| 3     | Ekaterini Fakhiridou | 4 | 1 | 4 | 4,5     | 9             |
| R     | Maria Petraki        | 2 | 3 | 2 | 3,5     | 7             |

### 19. Kuba
| Platz | Land                    | G | R | V | Brettp. | Mannschaftsp. |
| ----- | ----------------------- | - | - | - | ------- | ------------- |
| 19    | Kuba                    | 7 | 2 | 5 | 23,5    | 16            |
| Brett | Spielerin               | G | R | V | Punkte  | Partien       |
| 1     | Maritza Arribas Robaina | 4 | 4 | 5 | 6       | 13            |
| 2     | Vivian Ramón Pita       | 5 | 6 | 2 | 8       | 13            |
| 3     | Tania Hernández         | 6 | 3 | 3 | 7,5     | 12            |
| R     | Mairelys Delgado Crespo | 1 | 2 | 1 | 2       | 4             |

### 20. Armenien
| Platz | Land              | G | R | V | Brettp. | Mannschaftsp. |
| ----- | ----------------- | - | - | - | ------- | ------------- |
| 20    | Armenien          | 6 | 4 | 4 | 23,5    | 16            |
| Brett | Spielerin         | G | R | V | Punkte  | Partien       |
| 1     | Elina Danieljan   | 6 | 5 | 2 | 8,5     | 13            |
| 2     | Goar Hlgatian     | 5 | 5 | 3 | 7,5     | 13            |
| 3     | Lilit Mkrttschjan | 4 | 5 | 2 | 6,5     | 11            |
| R     | Erna Khalafian    | 0 | 2 | 3 | 1       | 5             |

### 21. Estland
| Platz | Land             | G | R | V | Brettp. | Mannschaftsp. |
| ----- | ---------------- | - | - | - | ------- | ------------- |
| 21    | Estland          | 7 | 2 | 5 | 23,5    | 16            |
| Brett | Spielerin        | G | R | V | Punkte  | Partien       |
| 1     | Tuulikki Laesson | 5 | 3 | 5 | 6,5     | 13            |
| 2     | Tatjana Fomina   | 7 | 3 | 3 | 8,5     | 13            |
| 3     | Leili Pärnpuu    | 5 | 3 | 3 | 6,5     | 11            |
| R     | Kaja Paidla      | 2 | 0 | 3 | 2       | 5             |

### 22. Usbekistan
| Platz | Land                  | G | R | V | Brettp. | Mannschaftsp. |
| ----- | --------------------- | - | - | - | ------- | ------------- |
| 22    | Usbekistan            | 6 | 4 | 4 | 23,5    | 16            |
| Brett | Spielerin             | G | R | V | Punkte  | Partien       |
| 1     | Olga Kim              | 5 | 4 | 4 | 7       | 13            |
| 2     | Angela Khegai         | 5 | 2 | 6 | 6       | 13            |
| 3     | Nadezhda Reprun       | 7 | 4 | 1 | 9       | 12            |
| R     | Mavguida Khamrakulova | 1 | 1 | 2 | 1,5     | 4             |

### 23. Slowakei
| Platz | Land              | G | R | V | Brettp. | Mannschaftsp. |
| ----- | ----------------- | - | - | - | ------- | ------------- |
| 23    | Slowakei          | 7 | 2 | 5 | 23      | 16            |
| Brett | Spielerin         | G | R | V | Punkte  | Partien       |
| 1     | Eva Repková       | 5 | 4 | 4 | 7       | 13            |
| 2     | Zuzana Hagarová   | 7 | 3 | 4 | 8,5     | 14            |
| 3     | Alena Bekiarisová | 2 | 0 | 4 | 2       | 6             |
| R     | Andrea Cigániková | 5 | 1 | 3 | 5,5     | 9             |

### 24. Vietnam
| Platz | Land                | G | R | V | Brettp. | Mannschaftsp. |
| ----- | ------------------- | - | - | - | ------- | ------------- |
| 24    | Vietnam             | 8 | 2 | 4 | 23      | 18            |
| Brett | Spielerin           | G | R | V | Punkte  | Partien       |
| 1     | Hoàng Thanh Trang   | 5 | 5 | 2 | 7,5     | 12            |
| 2     | Mai Thị Thanh Hương | 2 | 5 | 4 | 4,5     | 11            |
| 3     | Lê Thị Phương Liên  | 7 | 0 | 4 | 7       | 11            |
| R     | Trần Thị Kim Loan   | 3 | 2 | 3 | 4       | 8             |

### 25. Indien
| Platz | Land                     | G | R | V | Brettp. | Mannschaftsp. |
| ----- | ------------------------ | - | - | - | ------- | ------------- |
| 25    | Indien                   | 6 | 4 | 4 | 23      | 16            |
| Brett | Spielerin                | G | R | V | Punkte  | Partien       |
| 1     | Mrunalini Kunte          | 3 | 7 | 3 | 6,5     | 13            |
| 2     | Bagyashree Sathe Thipsay | 5 | 3 | 4 | 6,5     | 12            |
| 3     | Reddy Saritha            | 6 | 0 | 4 | 6       | 10            |
| R     | Pallavi G. Shah          | 3 | 2 | 2 | 4       | 7             |

### 26. Frankreich
| Platz | Land            | G | R | V | Brettp. | Mannschaftsp. |
| ----- | --------------- | - | - | - | ------- | ------------- |
| 26    | Frankreich      | 8 | 2 | 4 | 23      | 18            |
| Brett | Spielerin       | G | R | V | Punkte  | Partien       |
| 1     | Christine Flear | 4 | 5 | 3 | 6,5     | 12            |
| 2     | Claire Gervais  | 6 | 1 | 4 | 6,5     | 11            |
| 3     | Sabine Fruteau  | 2 | 1 | 5 | 2,5     | 8             |
| R     | Malina Nicoara  | 7 | 1 | 3 | 7,5     | 11            |

### 27. Mongolei
| Platz | Land                 | G | R | V | Brettp. | Mannschaftsp. |
| ----- | -------------------- | - | - | - | ------- | ------------- |
| 27    | Mongolei             | 6 | 3 | 4 | 23      | 17            |
| Brett | Spielerin            | G | R | V | Punkte  | Partien       |
| 1     | Tsagaan Battsetseg   | 6 | 2 | 3 | 7       | 13            |
| 2     | Tuvshintogs Batceceg | 3 | 5 | 3 | 5,5     | 11            |
| 3     | Gendenjamc Bayarmaa  | 4 | 2 | 2 | 5       | 8             |
| R     | Dovdon Majigsuren    | 4 | 0 | 3 | 4       | 7             |

Die mongolische Mannschaft erhielt in der ersten Runde ein Freilos, das mit 2 Mannschafts- und 1,5 Brettpunkten bewertet wurde.

### 28. Slowenien
| Platz | Land           | G | R | V | Brettp. | Mannschaftsp. |
| ----- | -------------- | - | - | - | ------- | ------------- |
| 28    | Slowenien      | 6 | 2 | 6 | 22,5    | 14            |
| Brett | Spielerin      | G | R | V | Punkte  | Partien       |
| 1     | Milka Ankerst  | 3 | 5 | 4 | 5,5     | 12            |
| 2     | Anita Ličina   | 5 | 4 | 3 | 7       | 12            |
| 3     | Narcisa Mihevc | 1 | 3 | 3 | 2,5     | 7             |
| R     | Jana Krivec    | 6 | 3 | 2 | 7,5     | 11            |

### 29. Armenien B
| Platz | Land              | G | R | V | Brettp. | Mannschaftsp. |
| ----- | ----------------- | - | - | - | ------- | ------------- |
| 29    | Armenien B        | 7 | 0 | 7 | 22,5    | 14            |
| Brett | Spielerin         | G | R | V | Punkte  | Partien       |
| 1     | Arusiak Grigorian | 3 | 3 | 6 | 4,5     | 12            |
| 2     | Ludmila Aslanian  | 2 | 6 | 2 | 5       | 10            |
| 3     | Naira Movsisian   | 7 | 2 | 2 | 8       | 11            |
| R     | Nelli Aghinjan    | 4 | 2 | 3 | 5       | 9             |

### 30. Niederlande
| Platz | Land                | G | R | V | Brettp. | Mannschaftsp. |
| ----- | ------------------- | - | - | - | ------- | ------------- |
| 30    | Niederlande         | 6 | 3 | 5 | 22,5    | 15            |
| Brett | Spielerin           | G | R | V | Punkte  | Partien       |
| 1     | Erika Sziva         | 5 | 4 | 2 | 7       | 11            |
| 2     | Esther de Kleuver   | 3 | 3 | 5 | 4,5     | 11            |
| 3     | Anne Marie Benschop | 5 | 3 | 3 | 6,5     | 11            |
| R     | Marisca Kouwenhoven | 4 | 1 | 4 | 4,5     | 9             |

### 31. Kroatien
| Platz | Land                       | G | R | V | Brettp. | Mannschaftsp. |
| ----- | -------------------------- | - | - | - | ------- | ------------- |
| 31    | Kroatien                   | 7 | 1 | 6 | 22      | 15            |
| Brett | Spielerin                  | G | R | V | Punkte  | Partien       |
| 1     | Mirjana Petek-Medić        | 3 | 7 | 4 | 6,5     | 14            |
| 2     | Vlasta Maček               | 4 | 7 | 2 | 7,5     | 13            |
| 3     | Mara Đeno-Jelica           | 3 | 3 | 2 | 4,5     | 8             |
| R     | Albina Paraminski-Rosandić | 3 | 1 | 3 | 3,5     | 7             |

### 32. Belarus
| Platz | Land                | G | R | V | Brettp. | Mannschaftsp. |
| ----- | ------------------- | - | - | - | ------- | ------------- |
| 32    | Belarus             | 6 | 2 | 6 | 22      | 14            |
| Brett | Spielerin           | G | R | V | Punkte  | Partien       |
| 1     | Elena Zayats        | 3 | 4 | 5 | 5       | 12            |
| 2     | Henrietta Lagwilawa | 7 | 2 | 3 | 8       | 12            |
| 3     | Tatiana Zagorskaya  | 6 | 1 | 5 | 6,5     | 12            |
| R     | Anastasija Sarokina | 2 | 1 | 3 | 2,5     | 6             |

### 33. Bosnien und Herzegowina
| Platz | Land                    | G | R | V | Brettp. | Mannschaftsp. |
| ----- | ----------------------- | - | - | - | ------- | ------------- |
| 33    | Bosnien und Herzegowina | 5 | 3 | 6 | 22      | 13            |
| Brett | Spielerin               | G | R | V | Punkte  | Partien       |
| 1     | Elena Borić             | 6 | 5 | 3 | 8,5     | 14            |
| 2     | Dijana Dengler          | 4 | 5 | 5 | 6,5     | 14            |
| 3     | Lejla Smajlović         | 3 | 8 | 3 | 7       | 14            |

### 34. Lettland
| Platz | Land             | G | R | V | Brettp. | Mannschaftsp. |
| ----- | ---------------- | - | - | - | ------- | ------------- |
| 34    | Lettland         | 7 | 1 | 6 | 21,5    | 15            |
| Brett | Spielerin        | G | R | V | Punkte  | Partien       |
| 1     | Anda Šafranska   | 6 | 4 | 4 | 8       | 14            |
| 2     | Ilze Rubene      | 1 | 5 | 3 | 3,5     | 9             |
| 3     | Agnese Meijere   | 2 | 3 | 4 | 3,5     | 9             |
| R     | Tatjana Voronova | 4 | 5 | 1 | 6,5     | 10            |

### 35. USA
| Platz | Land                  | G | R | V | Brettp. | Mannschaftsp. |
| ----- | --------------------- | - | - | - | ------- | ------------- |
| 35    | Vereinigte Staaten    | 6 | 4 | 4 | 21      | 16            |
| Brett | Spielerin             | G | R | V | Punkte  | Partien       |
| 1     | Anjelina Belakovskaia | 5 | 7 | 1 | 8,5     | 13            |
| 2     | Anna Akhsharumova     | 2 | 2 | 3 | 3       | 7             |
| 3     | Esther Epstein        | 3 | 6 | 4 | 6       | 13            |
| R     | Tatiana Zitserman     | 3 | 1 | 5 | 3,5     | 9             |

### 36. Spanien
| Platz | Land                         | G | R | V | Brettp. | Mannschaftsp. |
| ----- | ---------------------------- | - | - | - | ------- | ------------- |
| 36    | Spanien                      | 4 | 4 | 6 | 21      | 12            |
| Brett | Spielerin                    | G | R | V | Punkte  | Partien       |
| 1     | Nieves García Vicente        | 2 | 5 | 4 | 4,5     | 11            |
| 2     | Mónica Calzetta Ruiz         | 2 | 5 | 4 | 4,5     | 11            |
| 3     | María Luisa Cuevas Rodríguez | 3 | 7 | 1 | 6,5     | 11            |
| R     | Mónica Vilar López           | 4 | 3 | 2 | 5,5     | 9             |

### 37. Schweden
| Platz | Land                    | G | R | V | Brettp. | Mannschaftsp. |
| ----- | ----------------------- | - | - | - | ------- | ------------- |
| 37    | Schweden                | 6 | 2 | 6 | 21      | 14            |
| Brett | Spielerin               | G | R | V | Punkte  | Partien       |
| 1     | Viktoria Johansson      | 5 | 2 | 4 | 6       | 11            |
| 2     | Ingela Eriksson-Wallace | 4 | 4 | 4 | 6       | 12            |
| 3     | Eva Jiretorn            | 3 | 3 | 3 | 4,5     | 9             |
| R     | Susanne Berg            | 4 | 1 | 5 | 4,5     | 10            |

### 38. Australien
| Platz | Land                 | G | R | V | Brettp. | Mannschaftsp. |
| ----- | -------------------- | - | - | - | ------- | ------------- |
| 38    | Australien           | 5 | 2 | 7 | 21      | 12            |
| Brett | Spielerin            | G | R | V | Punkte  | Partien       |
| 1     | Irina Berezina       | 4 | 5 | 3 | 6,5     | 12            |
| 2     | Ngan Phan-Koshnitsky | 5 | 3 | 3 | 6,5     | 11            |
| 3     | Biljana Dekic        | 3 | 2 | 5 | 4       | 10            |
| R     | Natalie Mills        | 3 | 2 | 4 | 4       | 9             |

### 39. Kanada
| Platz | Land                | G | R | V | Brettp. | Mannschaftsp. |
| ----- | ------------------- | - | - | - | ------- | ------------- |
| 39    | Kanada              | 6 | 3 | 5 | 21      | 15            |
| Brett | Spielerin           | G | R | V | Punkte  | Partien       |
| 1     | Nava Starr          | 3 | 6 | 3 | 6       | 12            |
| 2     | Natalie Khoudgarian | 3 | 4 | 4 | 5       | 11            |
| 3     | Manon Leger         | 8 | 0 | 3 | 8       | 11            |
| R     | Stefanie Chu        | 1 | 2 | 5 | 2       | 8             |

### 40. Österreich
| Platz | Land          | G | R | V | Brettp. | Mannschaftsp. |
| ----- | ------------- | - | - | - | ------- | ------------- |
| 40    | Österreich    | 7 | 0 | 7 | 21      | 14            |
| Brett | Spielerin     | G | R | V | Punkte  | Partien       |
| 1     | Helene Mira   | 6 | 3 | 3 | 7,5     | 12            |
| 2     | Jutta Borek   | 6 | 3 | 4 | 7,5     | 13            |
| 3     | Maria Horvath | 4 | 3 | 4 | 5,5     | 11            |
| R     | Sonja Sommer  | 0 | 1 | 5 | 0,5     | 6             |

### 41. Dänemark
| Platz | Land              | G | R | V | Brettp. | Mannschaftsp. |
| ----- | ----------------- | - | - | - | ------- | ------------- |
| 41    | Dänemark          | 7 | 1 | 6 | 21      | 15            |
| Brett | Spielerin         | G | R | V | Punkte  | Partien       |
| 1     | Esmat Guindy      | 6 | 5 | 1 | 8,5     | 12            |
| 2     | Tanya Stewart     | 0 | 3 | 5 | 1,5     | 8             |
| 3     | Louise Fredericia | 4 | 3 | 4 | 5,5     | 11            |
| R     | Christine Jensen  | 4 | 3 | 4 | 5,5     | 11            |

### 42. Kirgisistan
| Platz | Land                 | G | R | V | Brettp. | Mannschaftsp. |
| ----- | -------------------- | - | - | - | ------- | ------------- |
| 42    | Kirgisistan          | 3 | 5 | 6 | 20,5    | 11            |
| Brett | Spielerin            | G | R | V | Punkte  | Partien       |
| 1     | Irina Ostry          | 3 | 4 | 5 | 5       | 12            |
| 2     | Sofia Sabirova       | 7 | 3 | 3 | 8,5     | 13            |
| 3     | Bakhtygul Tilenbaeva | 1 | 0 | 5 | 1       | 6             |
| R     | Tatiana Korsakova    | 5 | 2 | 4 | 6       | 11            |

### 43. Mazedonien
| Platz | Land                        | G | R | V | Brettp. | Mannschaftsp. |
| ----- | --------------------------- | - | - | - | ------- | ------------- |
| 43    | Mazedonien                  | 5 | 3 | 6 | 20,5    | 13            |
| Brett | Spielerin                   | G | R | V | Punkte  | Partien       |
| 1     | Gabriela Koskoska           | 6 | 4 | 3 | 8       | 13            |
| 2     | Vesna Sekulovska            | 4 | 5 | 4 | 6,5     | 13            |
| 3     | Pavlina Paunovska-Jovcevska | 2 | 1 | 6 | 2,5     | 9             |
| R     | Aleksandra Janevska         | 2 | 3 | 2 | 3,5     | 7             |

### 44. Philippinen
| Platz | Land                   | G | R | V | Brettp. | Mannschaftsp. |
| ----- | ---------------------- | - | - | - | ------- | ------------- |
| 44    | Philippinen            | 8 | 0 | 6 | 20,5    | 16            |
| Brett | Spielerin              | G | R | V | Punkte  | Partien       |
| 1     | Cristine Rose de Jesús | 4 | 2 | 6 | 5       | 12            |
| 2     | Susan Itaas            | 4 | 2 | 6 | 5       | 12            |
| 3     | Imelda Flores          | 4 | 0 | 5 | 4       | 9             |
| R     | Rachel Pascua          | 5 | 3 | 1 | 6,5     | 9             |

### 45. Norwegen
| Platz | Land                  | G | R | V | Brettp. | Mannschaftsp. |
| ----- | --------------------- | - | - | - | ------- | ------------- |
| 45    | Norwegen              | 4 | 4 | 6 | 20,5    | 12            |
| Brett | Spielerin             | G | R | V | Punkte  | Partien       |
| 1     | Nina Hagesæther       | 2 | 3 | 6 | 3,5     | 11            |
| 2     | Sheila Barth Berntsen | 2 | 5 | 4 | 4,5     | 11            |
| 3     | Ellen Hagesæther      | 5 | 4 | 2 | 7       | 11            |
| R     | Sylvia Johnsen        | 5 | 1 | 3 | 5,5     | 9             |

### 46. Brasilien
| Platz | Land                     | G | R | V | Brettp. | Mannschaftsp. |
| ----- | ------------------------ | - | - | - | ------- | ------------- |
| 46    | Brasilien                | 6 | 3 | 5 | 20,5    | 15            |
| Brett | Spielerin                | G | R | V | Punkte  | Partien       |
| 1     | Tatiana Ratcu            | 7 | 2 | 5 | 8       | 14            |
| 2     | Joara Chaves             | 3 | 3 | 5 | 4,5     | 11            |
| 3     | Juliana Kamada de Toledo | 4 | 3 | 5 | 5,5     | 12            |
| R     | Jayne Gomes              | 2 | 1 | 2 | 2,5     | 5             |

### 47. Finnland
| Platz | Land                | G | R | V | Brettp. | Mannschaftsp. |
| ----- | ------------------- | - | - | - | ------- | ------------- |
| 47    | Finnland            | 7 | 0 | 7 | 20      | 14            |
| Brett | Spielerin           | G | R | V | Punkte  | Partien       |
| 1     | Johanna Paasikangas | 7 | 4 | 3 | 9       | 14            |
| 2     | Heini Puuska        | 0 | 7 | 2 | 3,5     | 9             |
| 3     | Päivi Walta         | 3 | 1 | 6 | 3,5     | 10            |
| R     | Sari Rautanen       | 2 | 4 | 3 | 4       | 9             |

### 48. Turkmenistan
| Platz | Land          | G  | R | V | Brettp. | Mannschaftsp. |
| ----- | ------------- | -- | - | - | ------- | ------------- |
| 48    | Turkmenistan  | 06 | 2 | 6 | 20      | 14            |
| Brett | Spielerin     | G  | R | V | Punkte  | Partien       |
| 1     | Mähri Öwezowa | 10 | 1 | 3 | 10,5    | 14            |
| 2     | Maral Ovezova | 02 | 1 | 8 | 2,5     | 11            |
| 3     | Aia Temirova  | 04 | 2 | 7 | 5       | 13            |
| R     | Maisa Ovezova | 02 | 0 | 2 | 2       | 4             |

### 49. Italien
| Platz | Land               | G | R | V | Brettp. | Mannschaftsp. |
| ----- | ------------------ | - | - | - | ------- | ------------- |
| 49    | Italien            | 7 | 3 | 4 | 20      | 17            |
| Brett | Spielerin          | G | R | V | Punkte  | Partien       |
| 1     | Rita Gramignani    | 3 | 3 | 3 | 4,5     | 9             |
| 2     | Alessandra Riegler | 4 | 2 | 5 | 5       | 11            |
| 3     | Benedetta Zavatta  | 3 | 7 | 2 | 6,5     | 12            |
| R     | Giuseppina Parrino | 4 | 0 | 6 | 4       | 10            |

### 50. Venezuela
| Platz | Land                     | G | R | V | Brettp. | Mannschaftsp. |
| ----- | ------------------------ | - | - | - | ------- | ------------- |
| 50    | Venezuela                | 6 | 2 | 6 | 20      | 14            |
| Brett | Spielerin                | G | R | V | Punkte  | Partien       |
| 1     | Tibaire de Pool          | 3 | 2 | 6 | 4       | 11            |
| 2     | Josefina Martinez Aleidi | 4 | 4 | 4 | 6       | 12            |
| 3     | Amelia Hernández         | 7 | 2 | 3 | 8       | 12            |
| R     | María Muñoz              | 2 | 0 | 5 | 2       | 7             |

### 51. Mexiko
| Platz | Land                         | G | R | V | Brettp. | Mannschaftsp. |
| ----- | ---------------------------- | - | - | - | ------- | ------------- |
| 51    | Mexiko                       | 4 | 3 | 7 | 20      | 11            |
| Brett | Spielerin                    | G | R | V | Punkte  | Partien       |
| 1     | Yadira Hernández Guerrero    | 4 | 6 | 3 | 7       | 13            |
| 2     | Miriam Porras Rodríguez      | 2 | 3 | 5 | 3,5     | 10            |
| 3     | Astrid Martín del Campo      | 3 | 3 | 5 | 4,5     | 11            |
| R     | Edith Xio Mara García García | 4 | 2 | 2 | 5       | 8             |

### 52. Bangladesch
| Platz | Land           | G | R | V | Brettp. | Mannschaftsp. |
| ----- | -------------- | - | - | - | ------- | ------------- |
| 52    | Bangladesch    | 5 | 3 | 6 | 20      | 13            |
| Brett | Spielerin      | G | R | V | Punkte  | Partien       |
| 1     | Rani Hamid     | 4 | 4 | 3 | 6       | 11            |
| 2     | Tanima Parveen | 1 | 7 | 3 | 4,5     | 11            |
| 3     | Afroza Khanam  | 3 | 3 | 4 | 4,5     | 10            |
| R     | Masuda Begum   | 5 | 0 | 5 | 5       | 10            |

### 53. Schweiz
| Platz | Land                  | G | R | V | Brettp. | Mannschaftsp. |
| ----- | --------------------- | - | - | - | ------- | ------------- |
| 53    | Schweiz               | 3 | 4 | 7 | 19,5    | 10            |
| Brett | Spielerin             | G | R | V | Punkte  | Partien       |
| 1     | Tatjana Lematschko    | 6 | 3 | 3 | 7,5     | 12            |
| 2     | Evi Grünenwald-Reimer | 1 | 2 | 6 | 2       | 9             |
| 3     | Catherine Thürig      | 3 | 3 | 5 | 4,5     | 11            |
| R     | Ruth Bohrer           | 3 | 5 | 2 | 5,5     | 10            |

### 54. Schottland
| Platz | Land                 | G | R | V | Brettp. | Mannschaftsp. |
| ----- | -------------------- | - | - | - | ------- | ------------- |
| 54    | Schottland           | 5 | 1 | 8 | 19,5    | 11            |
| Brett | Spielerin            | G | R | V | Punkte  | Partien       |
| 1     | Carey Willman        | 4 | 1 | 7 | 4,5     | 12            |
| 2     | Heather Lang         | 5 | 4 | 3 | 7       | 12            |
| 3     | Aylson King          | 5 | 1 | 6 | 5,5     | 12            |
| R     | Siegrun MacGilchrist | 1 | 3 | 2 | 2,5     | 6             |

### 55. Portugal
| Platz | Land               | G | R | V | Brettp. | Mannschaftsp. |
| ----- | ------------------ | - | - | - | ------- | ------------- |
| 55    | Portugal           | 4 | 3 | 7 | 19      | 11            |
| Brett | Spielerin          | G | R | V | Punkte  | Partien       |
| 1     | Alda Carvalho      | 3 | 2 | 6 | 4       | 11            |
| 2     | Tânia Saraiva      | 4 | 1 | 6 | 4,5     | 11            |
| 3     | Aida Ferreira      | 4 | 3 | 3 | 5,5     | 10            |
| R     | Maria do Céu Silva | 4 | 2 | 4 | 5       | 10            |

### 56. Irland
| Platz | Land              | G | R | V | Brettp. | Mannschaftsp. |
| ----- | ----------------- | - | - | - | ------- | ------------- |
| 56    | Irland            | 4 | 3 | 7 | 19      | 11            |
| Brett | Spielerin         | G | R | V | Punkte  | Partien       |
| 1     | Máiréad O’Siochrú | 2 | 4 | 6 | 4       | 12            |
| 2     | Suzanne Connolly  | 4 | 9 | 1 | 8,5     | 14            |
| 3     | Angela Corry      | 4 | 0 | 5 | 4       | 9             |
| R     | Deborah Quinn     | 2 | 1 | 4 | 2,5     | 7             |

### 57. IBCA
| Platz | Land                      | G | R | V | Brettp. | Mannschaftsp. |
| ----- | ------------------------- | - | - | - | ------- | ------------- |
| 57    | IBCA                      | 5 | 2 | 7 | 19      | 12            |
| Brett | Spielerin                 | G | R | V | Punkte  | Partien       |
| 1     | Teresa Dębowska           | 8 | 1 | 5 | 8,5     | 14            |
| 2     | Concepción Salas Rasillas | 4 | 3 | 6 | 5,5     | 13            |
| 3     | Józefa Spychała           | 4 | 1 | 7 | 4,5     | 12            |
| R     | Angela Karnisyan          | 0 | 1 | 2 | 0,5     | 3             |

### 58. Puerto Rico
| Platz | Land                         | G | R | V | Brettp. | Mannschaftsp. |
| ----- | ---------------------------- | - | - | - | ------- | ------------- |
| 58    | Puerto Rico                  | 5 | 2 | 7 | 19      | 12            |
| Brett | Spielerin                    | G | R | V | Punkte  | Partien       |
| 1     | Gisela Murray Ortiz          | 4 | 1 | 7 | 4,5     | 12            |
| 2     | Hilzandryly Pacheco Medina   | 5 | 3 | 5 | 6,5     | 13            |
| 3     | Mariela Franceschi           | 5 | 1 | 4 | 5,5     | 10            |
| R     | Joyce Lee Martorell Martínez | 1 | 3 | 3 | 2,5     | 7             |

### 59. Kolumbien
| Platz | Land                  | G | R | V | Brettp. | Mannschaftsp. |
| ----- | --------------------- | - | - | - | ------- | ------------- |
| 59    | Kolumbien             | 5 | 2 | 7 | 18,5    | 12            |
| Brett | Spielerin             | G | R | V | Punkte  | Partien       |
| 1     | Adriana Salazar Varón | 3 | 5 | 4 | 5,5     | 12            |
| 2     | Isolina Majul         | 6 | 1 | 4 | 6,5     | 11            |
| 3     | Shirley Castillo      | 2 | 2 | 6 | 3       | 10            |
| R     | Claudia López         | 1 | 3 | 4 | 2,5     | 8             |

Eine Partie des Wettkampfes der 13. Runde ist nicht namentlich zugeordnet. Die Partie wurde gewonnen. Es kommen die Spielerinnen Castillo und López infrage.

### 60. Iran
| Platz | Land                 | G | R | V | Brettp. | Mannschaftsp. |
| ----- | -------------------- | - | - | - | ------- | ------------- |
| 60    | Iran                 | 7 | 0 | 7 | 18,5    | 14            |
| Brett | Spielerin            | G | R | V | Punkte  | Partien       |
| 1     | Shirin Navabi        | 5 | 2 | 5 | 6       | 12            |
| 2     | Sonia Mohammadi      | 4 | 0 | 6 | 4       | 10            |
| 3     | Elham Alavi          | 1 | 2 | 6 | 2       | 9             |
| R     | Shayesteh Ghaderpour | 6 | 1 | 4 | 6,5     | 11            |

### 61. Syrien
| Platz | Land                   | G | R | V | Brettp. | Mannschaftsp. |
| ----- | ---------------------- | - | - | - | ------- | ------------- |
| 61    | Syrien                 | 4 | 3 | 6 | 18,5    | 11            |
| Brett | Spielerin              | G | R | V | Punkte  | Partien       |
| 1     | Wasila Al-Sherkh Khade | 4 | 3 | 6 | 5,5     | 13            |
| 2     | Maussam Jindi          | 5 | 2 | 6 | 6       | 13            |
| 3     | Zoia El-Zagheir        | 4 | 6 | 3 | 7       | 13            |

Die syrische Mannschaft traf verspätet ein und nahm das Turnier mit der zweiten Runde auf. Alle Ergebnisse verstehen sich aus zwölf Wettkämpfen.

### 62. Niederländische Antillen
| Platz | Land                     | G | R | V | Brettp. | Mannschaftsp. |
| ----- | ------------------------ | - | - | - | ------- | ------------- |
| 62    | Niederländische Antillen | 5 | 3 | 6 | 18,5    | 13            |
| Brett | Spielerin                | G | R | V | Punkte  | Partien       |
| 1     | Angelique Craane         | 1 | 5 | 8 | 3,5     | 14            |
| 2     | Maria-Alejandra Diaz     | 9 | 3 | 2 | 10,5    | 14            |
| 3     | Revonella Raphaela       | 2 | 5 | 7 | 4,5     | 14            |

### 63. Ecuador
| Platz | Land                  | G | R | V  | Brettp. | Mannschaftsp. |
| ----- | --------------------- | - | - | -- | ------- | ------------- |
| 63    | Ecuador               | 5 | 1 | 08 | 18      | 11            |
| Brett | Spielerin             | G | R | V  | Punkte  | Partien       |
| 1     | Martha Fierro         | 7 | 5 | 01 | 9,5     | 13            |
| 2     | Evelyn Moncayo Romero | 4 | 4 | 06 | 6       | 14            |
| 3     | Evelyn Manosalvas     | 2 | 1 | 11 | 2,5     | 14            |
| R     | Vivian Cordero        | 0 | 0 | 01 | 0       | 1             |

### 64. Malaysia
| Platz | Land                  | G | R | V | Brettp. | Mannschaftsp. |
| ----- | --------------------- | - | - | - | ------- | ------------- |
| 64    | Malaysia              | 5 | 2 | 7 | 18      | 12            |
| Brett | Spielerin             | G | R | V | Punkte  | Partien       |
| 1     | Nurul Huda Wahiduddin | 3 | 4 | 5 | 5       | 12            |
| 2     | Khairunisa Wahiduddin | 3 | 3 | 6 | 4,5     | 12            |
| 3     | Eliza Hanim Ibrahim   | 4 | 1 | 4 | 4,5     | 9             |
| R     | Rosalina Marmono      | 3 | 2 | 4 | 4       | 9             |

### 65. Sri Lanka
| Platz | Land                    | G | R | V | Brettp. | Mannschaftsp. |
| ----- | ----------------------- | - | - | - | ------- | ------------- |
| 65    | Sri Lanka               | 5 | 1 | 8 | 18      | 11            |
| Brett | Spielerin               | G | R | V | Punkte  | Partien       |
| 1     | T. D. Malintha Fernando | 3 | 2 | 7 | 4       | 12            |
| 2     | Vineetha Wijesuriya     | 3 | 5 | 4 | 5,5     | 12            |
| 3     | Suneetha Wijesuriya     | 6 | 2 | 3 | 7       | 11            |
| R     | Asha Senanayaka         | 1 | 1 | 5 | 1,5     | 7             |

### 66. Neuseeland
| Platz | Land             | G | R | V | Brettp. | Mannschaftsp. |
| ----- | ---------------- | - | - | - | ------- | ------------- |
| 66    | Neuseeland       | 5 | 2 | 7 | 18      | 12            |
| Brett | Spielerin        | G | R | V | Punkte  | Partien       |
| 1     | Rosaleen Sheehan | 3 | 3 | 5 | 4,5     | 11            |
| 2     | Edith Otene      | 3 | 2 | 6 | 4       | 11            |
| 3     | Lynn Parlane     | 2 | 1 | 6 | 2,5     | 9             |
| R     | Teresa Sheehan   | 5 | 4 | 2 | 7       | 11            |

### 67. Türkei
| Platz | Land          | G | R | V | Brettp. | Mannschaftsp. |
| ----- | ------------- | - | - | - | ------- | ------------- |
| 67    | Türkei        | 4 | 3 | 7 | 17,5    | 11            |
| Brett | Spielerin     | G | R | V | Punkte  | Partien       |
| 1     | Emine Şanlı   | 6 | 1 | 7 | 6,5     | 14            |
| 2     | Fatmanur Öney | 5 | 3 | 6 | 6,5     | 14            |
| 3     | Sevinç Dalak  | 4 | 1 | 9 | 4,5     | 14            |

Die Ersatzspielerin Burcu Can kam im Turnierverlauf nicht zum Einsatz.

### 68. Vereinigte Arabische Emirate
| Platz | Land                         | G | R | V | Brettp. | Mannschaftsp. |
| ----- | ---------------------------- | - | - | - | ------- | ------------- |
| 68    | Vereinigte Arabische Emirate | 5 | 1 | 8 | 17,5    | 11            |
| Brett | Spielerin                    | G | R | V | Punkte  | Partien       |
| 1     | Rabea Mohamed                | 2 | 1 | 7 | 2,5     | 10            |
| 2     | Jawaher Hassan               | 4 | 1 | 4 | 4,5     | 9             |
| 3     | Alya Hussain                 | 6 | 2 | 4 | 7       | 12            |
| R     | Amina Hassan                 | 2 | 3 | 6 | 3,5     | 11            |

### 69. Sambia
| Platz | Land         | G | R | V | Brettp. | Mannschaftsp. |
| ----- | ------------ | - | - | - | ------- | ------------- |
| 69    | Sambia       | 4 | 2 | 8 | 16,5    | 10            |
| Brett | Spielerin    | G | R | V | Punkte  | Partien       |
| 1     | Brenda Mumba | 1 | 3 | 6 | 2,5     | 10            |
| 2     | Mercy Banda  | 2 | 2 | 5 | 3       | 9             |
| 3     | Daisy Mwanza | 5 | 1 | 5 | 5,5     | 11            |
| R     | Joy Mtine    | 5 | 1 | 6 | 5,5     | 12            |

### 70. Angola
| Platz | Land            | G | R | V | Brettp. | Mannschaftsp. |
| ----- | --------------- | - | - | - | ------- | ------------- |
| 70    | Angola          | 3 | 2 | 9 | 15      | 8             |
| Brett | Spielerin       | G | R | V | Punkte  | Partien       |
| 1     | Sandra Venâncio | 2 | 3 | 6 | 3,5     | 11            |
| 2     | Maria da Luz    | 3 | 3 | 5 | 4,5     | 11            |
| 3     | Eduarda Duarte  | 2 | 2 | 7 | 3       | 11            |
| R     | Paulete Cabral  | 2 | 4 | 3 | 4       | 9             |

### 71. Libanon
| Platz | Land                        | G | R | V | Brettp. | Mannschaftsp. |
| ----- | --------------------------- | - | - | - | ------- | ------------- |
| 71    | Libanon                     | 4 | 2 | 8 | 15      | 10            |
| Brett | Spielerin                   | G | R | V | Punkte  | Partien       |
| 1     | Danielle Bedrossian Ghattas | 3 | 4 | 3 | 5       | 10            |
| 2     | Knarik Mouradian            | 5 | 2 | 5 | 6       | 12            |
| 3     | Suzanne Mouradian           | 2 | 2 | 8 | 3       | 12            |
| R     | Nisrine Koteich             | 1 | 0 | 6 | 1       | 7             |

In der letzten Runde wurde das dritte Brett ohne Namensnennung freigelassen.

### 72. Seychellen
| Platz | Land                | G | R | V  | Brettp. | Mannschaftsp. |
| ----- | ------------------- | - | - | -- | ------- | ------------- |
| 72    | Seychellen          | 3 | 1 | 10 | 14,5    | 7             |
| Brett | Spielerin           | G | R | V  | Punkte  | Partien       |
| 1     | Bernadette Contoret | 0 | 1 | 06 | 0,5     | 7             |
| 2     | Paule Domingue      | 1 | 4 | 08 | 3       | 13            |
| 3     | Amelie Payet        | 3 | 5 | 05 | 5,5     | 13            |
| R     | Patricia Hoareau    | 4 | 3 | 02 | 5,5     | 9             |

### 73. Japan
| Platz | Land            | G | R | V  | Brettp. | Mannschaftsp. |
| ----- | --------------- | - | - | -- | ------- | ------------- |
| 73    | Japan           | 1 | 1 | 12 | 8       | 3             |
| Brett | Spielerin       | G | R | V  | Punkte  | Partien       |
| 1     | Miyoko Watai    | 4 | 5 | 05 | 6,5     | 14            |
| 2     | Seiko Harada    | 0 | 1 | 13 | 0,5     | 14            |
| 3     | Yukako Yamamoto | 0 | 2 | 12 | 1       | 14            |

### 74. Amerikanische Jungferninseln
| Platz | Land                         | G | R | V  | Brettp. | Mannschaftsp. |
| ----- | ---------------------------- | - | - | -- | ------- | ------------- |
| 74    | Amerikanische Jungferninseln | 0 | 0 | 14 | 2       | 0             |
| Brett | Spielerin                    | G | R | V  | Punkte  | Partien       |
| 1     | Celestial Sojourner          | 0 | 0 | 11 | 0       | 11            |
| 2     | Diane Warlick                | 0 | 0 | 09 | 0       | 9             |
| 3     | Margaret Murphy              | 0 | 2 | 09 | 1       | 11            |
| R     | Melody Davidson              | 0 | 2 | 09 | 1       | 11            |